# 진관로 (남양주시)
진관로(Jingwan-ro)는 경기도 남양주시 다산동에서  뱅이고개삼거리를 잇는 도로이다. 

## 주요 경유지
경기도
- 남양주시 (다산동 . 진건읍 . 퇴계원읍)

## 노선
| 이름            | 접속 노선                | 소재지   | 소재지 | 비고 |
| --------------- | ------------------------ | -------- | ------ | ---- |
| (이름없음)      | 국도 제6호선 (경춘로)    | 남양주시 | 다산동 |      |
| 배양 교차로     | 일패로                   | 남양주시 | 진건읍 |      |
| 배양삼거리      | 고재로                   | 남양주시 | 진건읍 |      |
| 산업단지삼거리  | 진관산단로               | 남양주시 | 진건읍 |      |
| 진관 교차로     | 국도 제46호선 (신경춘로) | 남양주시 | 진건읍 |      |
| 진관사거리      | 경춘북로                 | 남양주시 | 진건읍 |      |
| 진관교          |                          | 남양주시 | 진건읍 |      |
| 비석 교차로     | 불암로 진관로562번길     | 남양주시 | 진건읍 |      |
| 신월교          |                          | 남양주시 | 진건읍 |      |
|                 | 퇴계원읍                 | 남양주시 |        |      |
| 뱅이고개 삼거리 | 퇴계원로                 | 남양주시 |        |      |

## 주요시설및 건물
- 경기주택도시공사 다산신도시 사업단 (진관로 15/다산동 6185)
- S-OIL 다산주유소 (진관로 64/다산동 3264)